# Echinopla mistura
Echinopla mistura är en myrart som först beskrevs av Smith 1860.  Echinopla mistura ingår i släktet Echinopla och familjen myror. Inga underarter finns listade i Catalogue of Life.